# Kystodelphys drachi
Kystodelphys drachi is een eenoogkreeftjessoort uit de familie van de Notodelphyidae. De wetenschappelijke naam van de soort is voor het eerst geldig gepubliceerd in 1963 door Monniot.